# Lubang-Inseln
Die Lubang-Inseln, englisch Lubang Islands, sind eine philippinische Inselgruppe im Südchinesischen Meer. Die Inselkette erstreckt sich über eine Luftlinie von etwa 52 km nordöstlich der Insel Mindoro, getrennt von der Calavite-Straße. Die kleine Inselgruppe liegt am westlichen Ausgang der vielbefahrenen Isla-Verde-Straße.

## Geographie
Zur Gruppe zählen vier größere bewohnte Inseln und etwa sechs sehr kleine unbewohnte Inselchen:
| Inselname       | Aliasname | Koordinaten           | Fläche (km²) | Einwohner | Anmerkung  |
| --------------- | --------- | --------------------- | ------------ | --------- | ---------- |
| Lubang          |           | 13° 46′ N, 120° 12′ O | 255          | …         | Hauptinsel |
| Golo            |           | 13° 39′ N, 120° 23′ O | 31           | …         |            |
| Ambil           |           | 13° 48′ N, 120° 18′ O | 28           | …         |            |
| Cabra           |           | 13° 53′ N, 120° 02′ O | 10           | …         |            |
| Bolong Aygo     |           | 13° 41′ N, 120° 17′ O | …            | 0         |            |
| Mandaui         |           | 13° 50′ N, 120° 20′ O | …            | 0         |            |
| Malavatuan      |           | 13° 52′ N, 120° 21′ O | …            | 0         |            |
| Talinas         |           | 13° 42′ N, 120° 18′ O | …            | 0         |            |
| Talinawan Munti |           | 13° 42′ N, 120° 18′ O | …            | 0         |            |
| Tubahin         |           | 13° 42′ N, 120° 15′ O | …            | 0         |            |

Hinzu kommen zahlreiche Felsgebilde vor den Küsten der Inseln.

## Geschichte
In den Gewässern vor der Inselgruppe fand am 16. September 1646 die vierte der fünf Seeschlachten der La Naval de Manila statt, die in die Geschichte der Philippinen als Sieg über die Niederlande eingingen.